# Gotlands Enskilda Bank
Gotlands Enskilda Bank var en svensk affärsbank som fick sin bankoktroj 1868 och började sin verksamhet den 2 januari 1869. Banken avstod från sin utgivningsrätt av privatbankssedlar den 15 december 1902. Huvudkontoret låg i Visby. År 1907 gick banken ihop med Bankaktiebolaget Södra Sverige som sedermera blev en del av Svenska Handelsbanken.
Gotlands enskilda bank hade vid övertagandet bara kontoret i Visby. Nästan direkt efter övertagandet inleddes en expansion till andra orter på Gotland. Under 1907 öppnade Södra Sverige expeditionskontor i Hemse, Klintehamn och Slite.
Missnöje med fusionen ledde nästan omedelbart till grundandet av Gottlands bank år 1907. Även denna bank blev senare en del av Handelsbanken.